# باري جونز (ملاكم)
باري جونز (بالإنجليزية: Barry Jones)‏ مواليد 3 مايو 1974 في كارديف، هو ملاكم محترف ويلزي. حقق بطولة منظمة الملاكمة العالمية.

## إحصائيات
خاض خلال مسيرته 20 نزالا، فاز في 18 وتعادل في 1 وخسر في 1. فاز بالضربة القاضية في 0 نزالا.

## روابط خارجية
- باري جونز على موقع بوكس ريك (الإنجليزية) (registration required)